# Kévin Klinkenberg
Kévin Klinkenberg (Liegi, 4 ottobre 1990) è un pallavolista belga, schiacciatore del Waremme.

## Carriera

### Club
La carriera di Kévin Klinkenberg inizia nelle giovanili del Mortroux, prima del passaggio al Maaseik, società militante nel massimo campionato belga: Rimane a Maaseik per sei stagioni, conquistando quattro scudetti, quattro coppe nazionali e due supercoppe; in ambito internazionale arriva in finale nella Coppa CEV 2007-08. Si trasferisce in Francia, al Tours, con cui vince due scudetti, due Coppe di Francia e la Supercoppa francese 2014. Poco dopo l'inizio del campionato 2015-16 firma per il Łuczniczka Bydgoszcz, nella Polska Liga Siatkówki polacca.
Nella stagione 2016-17 è in Italia, ingaggiato dalla Top Volley Latina, in Superlega, dove resta anche per la stagione successiva, vestendo però la maglia della Powervolley Milano. Per il campionato 2018-19 si accasa al club turco del Fenerbahçe, in Efeler Ligi, aggiudicandosi la Coppa di Turchia, mentre nel campionato seguente torna a calcare i campi della massima divisione polacca, approdando al neopromosso Ślepsk Suwałki. 
Dopo un triennio in Polonia, nella stagione 2022-23 gioca nella Volley League greca con il Foinikas Syro, mentre nella stagione seguente fa rientro in patria per indossare la casacca del Waremme

### Nazionale
Dopo aver giocato per le selezioni belghe giovanili, nel 2009 esordisce con la nazionale nazionale, con cui alla European League 2013 conquista la medaglia d'oro.

## Palmarès

### Club
- Campionato belga: 4

2007-08, 2008-09, 2010-11, 2011-12
- Campionato francese: 2

2013-14, 2014-15
- Coppa del Belgio: 4

2007-08, 2008-09, 2009-10, 2011-12
- Coppa di Francia: 2

2013-14, 2014-15
- Coppa di Turchia: 1

2018-19
- Supercoppa belga: 2

2008, 2009
- Supercoppa francese: 1

2014

### Nazionale (competizioni minori)
- European League 2013